# Płodność roślin
Płodność roślin - zdolność roślin do wytwarzania organów rozrodczych (generatywnych lub wegetatywnych) stanowiących materiał siewny lub sadzeniakowy. Płodność wyraża się współczynnikiem reprodukcji, czyli liczbą tych organów (nasion rolniczych) uzyskanych z jednej rośliny.